# Triancyra petila
Triancyra petila là một loài tò vò trong họ Ichneumonidae.